# بروس ألجر
بروس ألجر هو سياسي أمريكي، ولد في 12 يونيو 1918 في دالاس في الولايات المتحدة، وتوفي في 13 أبريل 2015 في بالم باي في الولايات المتحدة. نشط حزبياً في الحزب الجمهوري. وقد انتخب عضو مجلس النواب الأمريكي ‏.